# Пояркова, Антонина Ивановна
Антони́на Ива́новна Поя́ркова (1897—1980) — советский ботаник, лауреат Сталинской премии (1952), один из ведущих авторов тридцатитомного издания «Флора СССР» (1934—1964).

## Биография
Антонина Ивановна Пояркова родилась 20 февраля 1897 года в Петербурге в семье служащего. Она училась в Екатерининской женской гимназии, которую окончила в 1914 году. В 1915 году стала курсисткой Женского педагогического института. В 1922 году закончила естественно-географический факультет 1-го Петроградского государственного педагогического института.
В 1920 году зачислена научным сотрудником в Отдел живых растений Главного ботанического сада РСФСР. Здесь она начала работать в лаборатории экспериментальной экологии под руководством профессора Н. А. Максимова.
В 1931—1936 гг. работая по совместительству в Нефтяном геологоразведочном исследовательском институте, выполнила ряд работ по палеоботанике изучая ископаемые флоры Приаралья, Сахалина, Амура и Камчатки.
В 1932—1939 гг.эпизодически выполняла консультантскую работу по совместительству в Государственной академии коммунального хозяйства (г. Москва).
В 1936 году ей была присуждена ученая степень кандидата биологических наук без защиты диссертации «за работы по систематике цветковых и по ископаемым флорам Северной Азии».
За ботанические исследования, опубликованные в издании «Флора СССР», получила в 1952 году Сталинскую премию в области науки второй степени (вместе с ботаниками Б. К. Шишкиным и С. В. Юзепчуком).
В 1955 году Антонине Ивановне Поярковой без защиты диссертации была присуждена ученая степень доктора биологических наук по специальному ходатайству.
В 1969—1973 гг. работала как консультант в лаборатории систематики и географии высших растений Ботанического института АН СССР. С 1974 года оставила институт, но в меру своих сил продолжала научную работу. В 1980 году она закончила обработку семейства паслёновых для 5-го тома «Флоры европейской части СССР».
За успешный самоотверженный труд была награждена орденом Ленина и несколькими медалями.

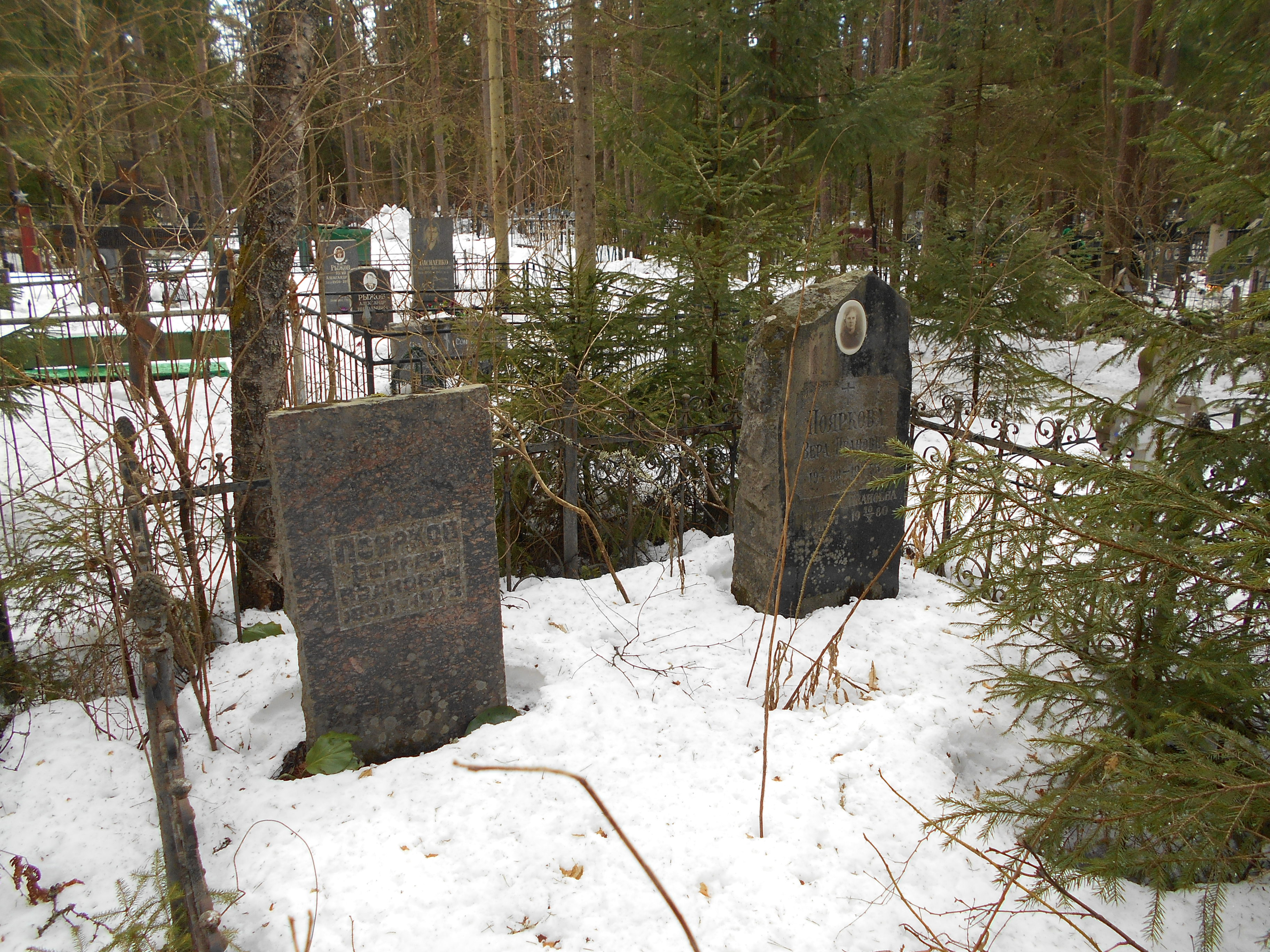
Могила А. И. Поярковой и членов её семьи на Зеленогорском кладбище

Умерла в 1980 году. Похоронена на Зеленогорском кладбище, участок 11, ряд 1, могила 2. Вместе с ней похоронены Вера Ивановна Пояркова (1898—1955) и Сергей Иванович Поярков (1898—1973).

## Некоторые публикации
- Флора Мурманской области. Выпуск IV. — М. — Л.: Изд-во АН СССР, 1959.

## Растения, названные в честь А. И. Поярковой

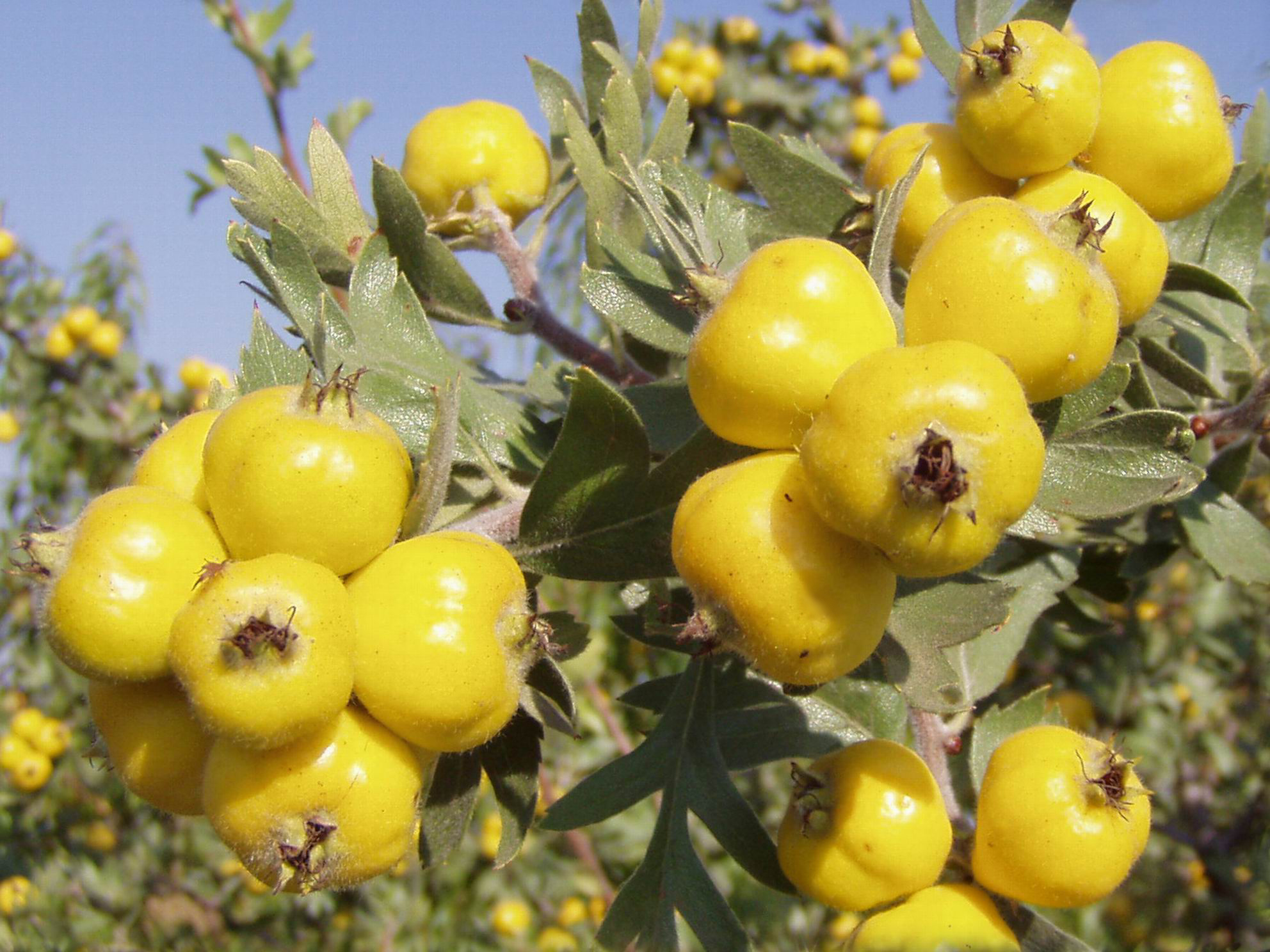
Crataegus pojarkoviae

- Pojarkovia Askerova (1984)
- Andrachne pojarkoviae Kovatschev (1965)
- Cotoneaster pojarkovae Zakirov (1955)
- Crataegus pojarkoviae Kossych (1964)
- Fraxinus pojarkoviana V.N.Vassil. (1952)
- Galium pojarkovae Pobed. (1958)
- Hyoscyamus pojarkovae Schönb.-Tem. (1972)
- Kudrjaschevia pojarkovae Ikonn. (1972)
- Ligularia pojarkovana S.W.Liu & T.N.Ho (2001)
- Prunus pojarkovii A.E.Murray (1969)
- Salicornia pojarkovae Semenova (1956)
- Senecio pojarkovae Schischk. (1953)
- Taraxacum pojarkoviae Schischk. (1964)